# 董承琅
董承琅（1899年—1992年）浙江省宁波府鄞县人，中国医学家、心脏病学专家。中国心脏病学奠基人。

## 生平
1899年，出生于浙江省宁波府鄞县，父亲为清朝末科秀才董景安。1914年，考入沪江大学理学系。1918年，毕业。1920年，赴美国留学，入读密歇根大学医学院。1924年，获得密歇根大学医学士学位。后又三度赴美国研究。
董承琅回国后，就职于北京协和医院，历任内科住院医师、内科助教、内科助理医师，共四年。1930年夏，董承琅获洛克菲勒基金会资助，由北京协和医学院选派，赴美国约翰霍普金斯大学医学院和密歇根大学医学院进修心脏病学，曾师从国际著名心电学专家威尔逊（Frank Wilson）教授。1931年，董承琅回国，出任协和医学院内科副教授，兼任心脏病科主任。
1941年，因父亲病重，董承琅南下上海。董承琅在上海南京西路开设开设了私人心脏病诊所，是国内首家由中国人开设的私人心脏病专门诊所。是国立上海医学院（今复旦大学医学院）教授。1949年5月，上海战役，董承琅出任上海第六人民医院内科主任。董承琅发起成立上海内科学会，并被推举为第一届会长。
1958年，受中华人民共和国卫生部委托，发起开办全国心脏病进修班，培训了中国很多心脏病医生、专家。上海第二医科大学（今上海交通大学医学院）一级教授，1981年退休，是第三、四、五届全国人民代表大会代表，第四届上海市政协常委。

## 学术成就
主要成就有：
- 主持创建中国第一个心脏病科，在北京协和医学院。
- 开创了中国心电图研究。
- 创办中国人第一个心脏病私人专门诊所。
- 举办全国心脏病进修班，培养中国第一代心血管、心脏病领域的人才。
- 1960年，编写了中国第一本心脏病学专著：《实用心脏病学》。

## 学术及社会委任
- 九三学社上海分社顾问委员
- 第三、四、五届全国人民代表大会代表
- 第四届上海市政协常委
- 中华人民共和国卫生部医学科学委员会委员
- 中华医学会上海分会副会长、心血管病学会主任委员
- 美国心脏病学会名誉委员
- 《上海医学》杂志主编
- 《中华内科杂志》编委
- 《美国心脏病杂志》国际编委会委员